# Comloșu Mare
Comloșu Mare là một xã thuộc hạt Timiș, România. Dân số thời điểm năm 2002 là 4796 người.